# Chelsea (Vermont)
Chelsea es un pueblo ubicado en el condado de Orange en el estado estadounidense de Vermont. En el año 2010 tenía una población de 1.238 habitantes y una densidad poblacional de 11,97 personas por km².

## Geografía
Chelsea se encuentra ubicado en las coordenadas 43°59′22″N 72°27′46″O / 43.98944, -72.46278.

## Demografía
Según la Oficina del Censo en 2000 los ingresos medios por hogar en la localidad eran de $32,024 y los ingresos medios por familia eran $40,625. Los hombres tenían unos ingresos medios de $27,446 frente a los $22,841 para las mujeres. La renta per cápita para la localidad era de $16,164. Alrededor del 15.3% de la población estaba por debajo del umbral de pobreza.